# Осейдж (округ, Миссури)
Округ Осейдж (англ. Osage County) — округ штата Миссури, США. Население округа на 2009 год составляло 13 561 человек. Административный центр округа — город Линн.

## История
Округ Осейдж основан в 1841 году.

## География
Округ занимает площадь 1569.5 км2.

## Демография
Согласно оценке Бюро переписи населения США, в округе Осейдж в 2009 году проживало 13 561 человек. Плотность населения составляла 8.6 человек на квадратный километр.